# The Gambler (1974)
The Gambler is een Amerikaanse film uit 1974 van regisseur Karel Reisz. De film is lichtjes gebaseerd op de roman De Speler van de Russische schrijver Fjodor Dostojevski en het leven van scenarist James Toback. De hoofdrollen worden vertolkt door James Caan, Paul Sorvino en Lauren Hutton.

## Verhaal
Axel Freed is een professor literatuur uit New York. Hij heeft een gokverslaving en verkeert voortdurend in schulden. Omdat hij in geldnood zit, zoekt hij toenadering tot Hips, een lokale maffioso. Hips leent hem geld, maar de schulden van Axel lopen al gauw op tot 44.000 dollar. Axel kan het geld niet terugbetalen, dus dwingt hij zijn moeder om het geld voor te schieten.
Maar in plaats van het geld te gebruiken om zijn schulden af te betalen, reist hij met zijn vriendin Billie naar Las Vegas. In de casino's wint hij een klein fortuin, dat hij vervolgens gebruikt om op basketbalwedstrijden in te zetten. Axel heeft geen geluk en verliest al het geld dat hij in Las Vegas heeft gewonnen.
Omdat Axel nog steeds zijn schulden moet afbetalen, wordt hij door de maffia opgepakt. Ze dreigen zijn rug te breken als hij niet betaalt. Axel wil zijn rijke grootvader A.R. Lowenthal om hulp vragen, maar die weigert zijn gokverslaafde kleinzoon te helpen. Daarom besluit Axel om een van zijn studenten, een getalenteerde basketballer, om te kopen. De jongen moet in ruil voor 5.000 dollar zorgen dat zijn team niet wint met meer dan 7 punten voorsprong. Door op die wedstrijd te gokken kan de maffia veel geld verdienen en zijn de schulden van Axel eindelijk ingelost. De student laat zich omkopen, waardoor Axel tijdens de wedstrijd beseft hoe laag hij gevallen is.
Axel walgt van zichzelf en besluit tegen het advies van Hips in een gevaarlijke achterbuurt binnen te wandelen. Hij gaat met een prostituee naar een kamer, maar wordt dan agressief. Een pooier komt tussenbeide en er ontstaat een hevig gevecht, waarin de prostituee hem met eens mes in het gelaat verminkt. Terwijl hij onder het bloed zit, strompelt hij naar een spiegel, waar hij voor het eerst een uiterlijk ziet dat overeenstemt met zijn innerlijk.

## Rolverdeling
| Acteur             | Personage           |
| ------------------ | ------------------- |
| James Caan         | Axel Freed          |
| Paul Sorvino       | Hips                |
| Lauren Hutton      | Billie              |
| Jacqueline Brookes | Naomi Freed         |
| Morris Carnovsky   | A.R. Lowenthal      |
| Burt Young         | Carmine             |
| Carmine Caridi     | Jimmy               |
| Allan Rich         | Bernie              |
| Carl W. Crudup     | Spencer             |
| M. Emmet Walsh     | gokker in Las Vegas |
| James Woods        | bankier             |

## Trivia
- Dostojevski wordt in de film vermeld tijdens een van de lessen van Axel Freed.
- James Caan kreeg een nominatie voor een Golden Globe voor zijn rol.
- Caan leed tijdens de opnames aan een eigen verslaving. De acteur was aan het afkicken van cocaïne.
- Peter Boyle wou op een gegeven moment de hoofdrol vertolken.
- Robert De Niro wilde de hoofdrol en mocht die van scenarist James Toback ook hebben. De Niro leefde zich volledig in - zo ging hij naar dezelfde kapper en droeg hij dezelfde kledij als Toback omdat het hoofdpersonage van de film op hem gebaseerd was. De Niro was in die periode nog niet zo bekend en kreeg de rol uiteindelijk niet, onder meer omdat regisseur Karl Reisz voor James Caan koos.